# Jordi del Mont Atos
|  | Per a altres significats, vegeu «Sant Jordi». |

Jordi l'Hagiorita (de la Muntanya Santa) o l'Atonita (del Mont Atos), en georgià გიორგი მთაწმინდელი, გიორგი ათონელი (Giorgi Mt'ats'mindeli, At'oneli) (Trialeti, Geòrgia, 1009 – Atenes, 29 de juny de 1065), fou un monjo i autor eclesiàstic georgià, que visqué al monestir dels Ibers del Mont Atos, on fou hegumen.

## Biografia
Nasqué a Trialeti, al sud de Geòrgia, fill del noble Jacob, llegat del rei Bagrat III de Geòrgia a l'Iran, i Mariam. Al set anys començà la seva educació al monestir de Tadzrisi, i als deu anà al de Khakhuli. Cap al 1022, Jordi fou enviat a Constantinoble, on acabà d'estudiar grec i teologia. Tornà al seu país en 1034 i prengué la tonsura monàstica a Khakhuli.
Va fer una peregrinació a Jerusalem i hi fou deixeble del monjo georgià Jordi el Reclòs, a la Muntanya Negra d'Antioquia. En 1040, Jordi s'establí al monestir dels Ibers, fundat per georgians, al Mont Atos (Grècia). Quatre anys més tard, en morir l'hegumen Esteve, Jordi fou elegit com al seu successor.
Reorganitzà la vida monàstica i convertí el monestir en un centre de la cultura georgiana. Entre 1052 i 1057, Jordi deixà el monjo Jordi d'Oltisi al càrrec del monestir i marxà a Antioquia per defensar la comunitat davant del patriarca, ja que havia estat acusada d'heretgia. La disputa se centrà en la legalitat canònica de l'autocefàlia de l'Església Ortodoxa de Geòrgia, que havia funcionat sempre sota la jurisdicció de la seu d'Antioquia, però que gradualment se n'havia independitzat. Jordi defensà l'autonomia georgina basant-se en la missió de Sant Andreu apòstol a l'antiga Còlquida i la Ibèria Caucasiana, que era una tradició georgiana que es creia llavors com a certa, tot i l'oposició d'Antioquia.
Jordi convencé el patriarca Teodosi III d'Antioquia perquè confirmés la independència de l'església georgiana, que ja en 1012 havia fet que se'n proclamés patriarca Melquisedec I de Geòrgia. Coincidí el fet amb el final de les aspiracions de l'Imperi Romà d'Orient sobre el regne de Geòrgia i la pau amb Bagrat IV de Geòrgia.
En el conflicte entre Roma i Constantinoble que desembocà en el Cisma d'Orient de 1054, la posició dels georgians i de Jordi l'Atonita fou més conciliadora que la de la majoria dels grecs; fou un dels pocs clergues romans d'Orient que deplorà l'actitud de Miquel I Cerulari envers l'església romana i defensà en 1064, en presència de Constantí X Ducas la infal·libilitat del papa de Roma.

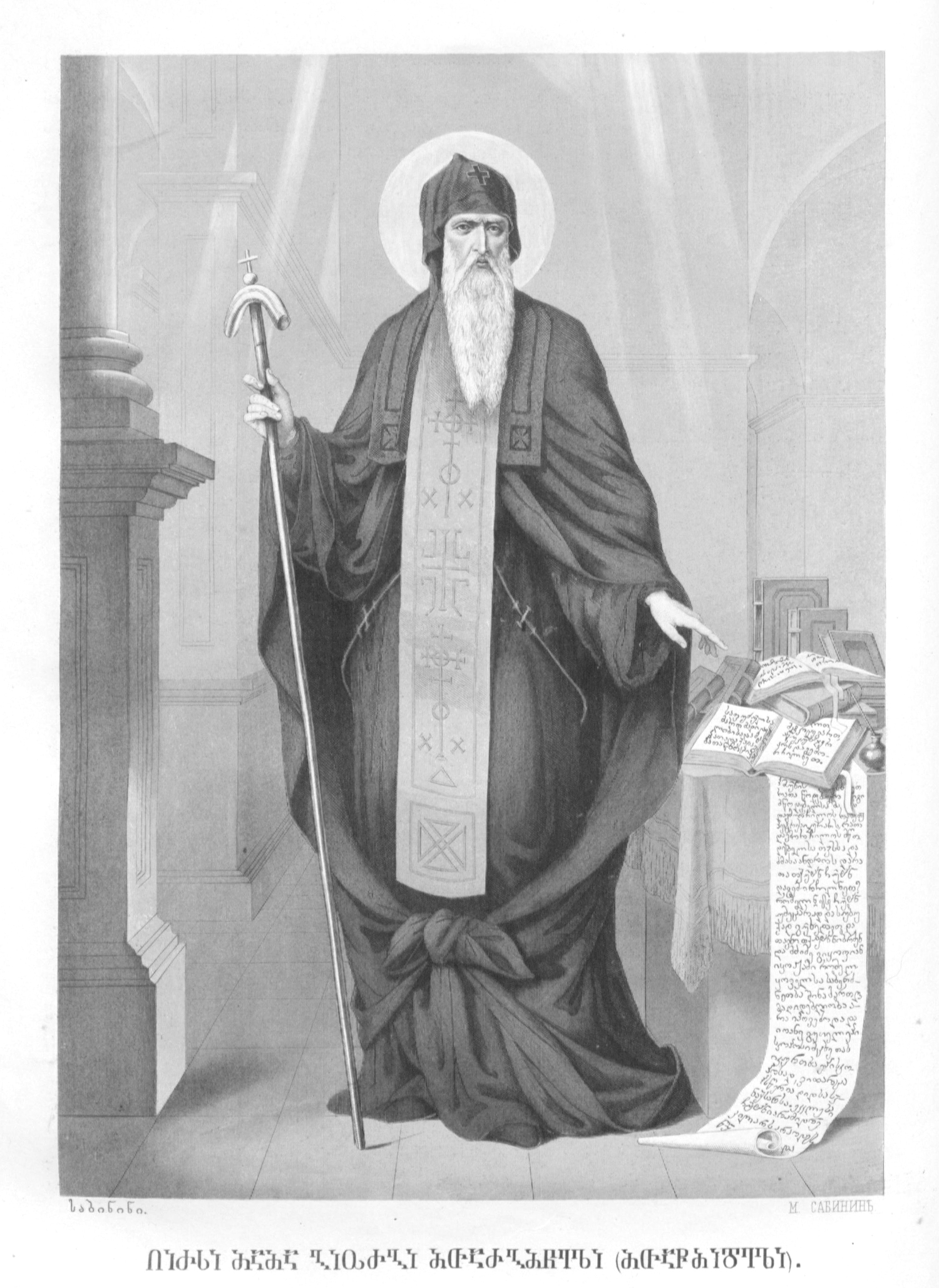
Jordi l'Hagiorita, per Mikhail Sabinin
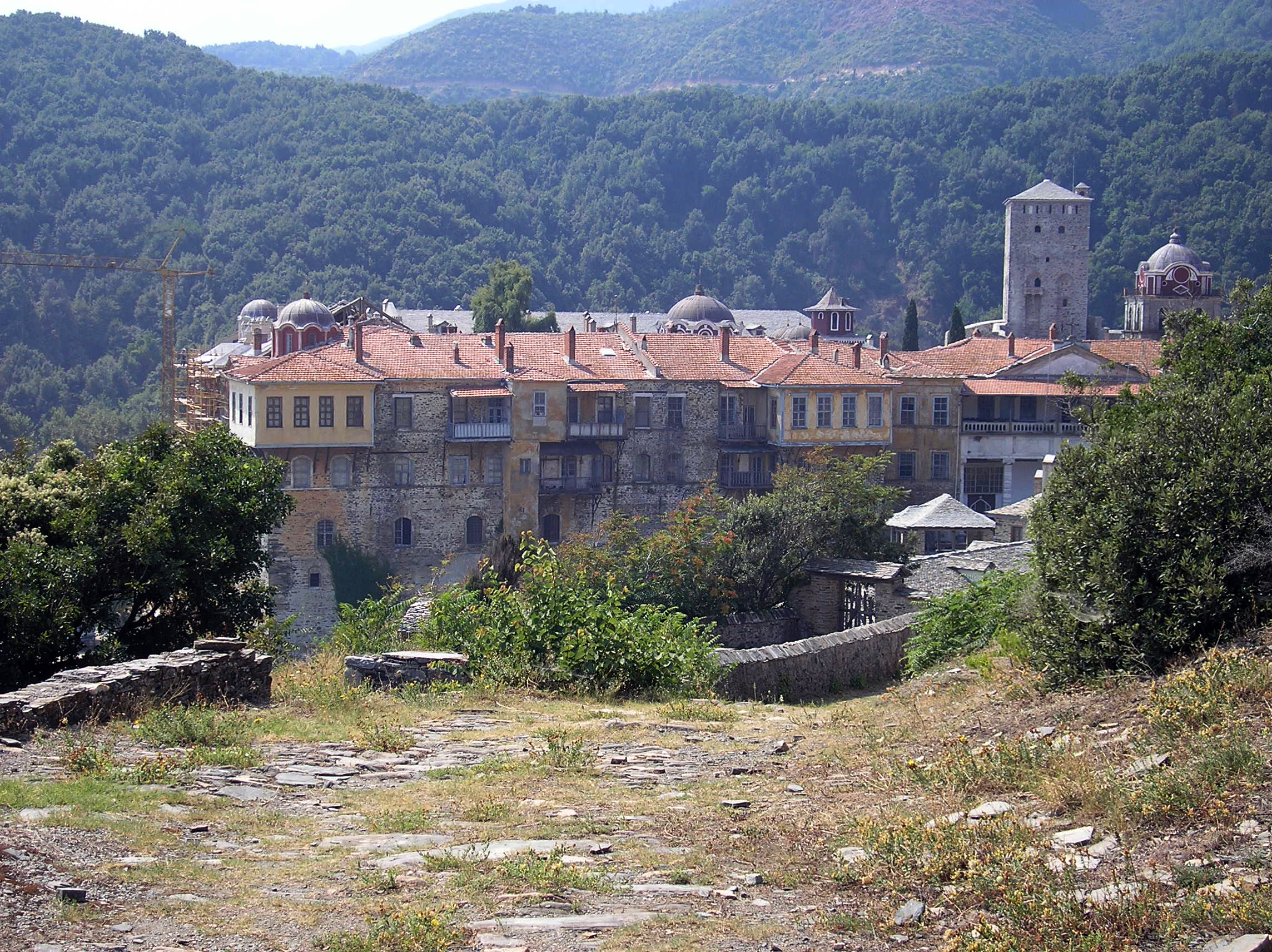
Monestir dels Ibers al Mont Atos

Declinà repetidament les ofertes per fer-se patriarca de Geòrgia, però en 1057 tornà al seu país, convidat pel rei, i s'hi estigué cinc anys. Hi inicià reformes a l'església georgiana i regulà les relacions entre l'església i l'autoritat reial. En tornar a Grècia, visità Constantinoble i obtingué un decret imperial que afavoria l'educació dels estudiants georgians de l'Atos. No hi arribà, però, i morí a Atenes el 29 de juny de 1065. Fou sebollit a Ivíron.

## Llegat
Jordi fou un dels eclesiàstis més influents de Geòrgia, afavorint l'intercanvi cultural i religiós entre la seva pàtria i el món romà d'Orient. Traduí al georgià moltes obres dels Pares de l'Església, els Psalms, i obres d'exegesi i teologia. Escrigué en georgià la Vida de Joan i Eutimi d'Atos, obra hagiogràfica amb continguts històrics i polítics referits a l'antiga Geòrgia.
Regulà l'església georgiana i en defensà l'autocefàlia, esdevenint un dels pares de l'Església Ortodoxa Georgiana.

## Veneració
Jordi l'Hagiorita fou venerat com a sant a les esglésies catòlica i ortodoxa, i fou canonitzat per l'Església Ortodoxa Georgiana.